# Mémoires d'un jeune homme dérangé
Mémoires d'un jeune homme dérangé est le premier roman de Frédéric Beigbeder, paru aux éditions de La Table ronde en 1990. Le titre fait référence aux Mémoires d'une jeune fille dérangée de Bianca Lamblin et aux Mémoires d'une jeune fille rangée de Simone de Beauvoir.